# Яровит
Яровит (в немските хроники Gerovit, Herovit, на латински: Gerovitus) е божество, почитано от западните славянски племена (полабските и прибалтийските – поморяни и др.). Като средища на култа му са известни Вологошча (дн. Волгаст) и Обла (Хафелберг), последното селище е населявано от славянското племе березани. В светилището на Яровит във Волгаст на стената виси голям, изкусно изработен щит, обкован със злато; изнасян е от светилището само по време на война за осигуряване на победа. Средновековните хронисти Херборд и Ебон го описват като бог на войната, като Херборд недвусмислено го отъждествява с римския Марс. Когато епископ Отон Бамбергски посещава Хафелберг (тогава Обла), попада на празника на Яровит, в който участват много хора с хоругви и знамена, които също са приемани за воински символи. Същевременно в „Житието на св. Отон Бамбергски“ е описана сцена, според която Яровит се явява на селянин в гората и му заявява, че той е неговият бог, който кара да растат тревата и листата, властва над плодородието на ниви и добитък и над всички човешки блага. Самото име „Яровит“ се извежда от старославянския корен jar-, jaro-, означаващ „суровост“, „сила“ (в смисъла на бликаща от пролетта/младостта сила), което предполага, че той първоначално е божество на плодородието, придобило по-късно воински облик. Неговото източнославянско съответствие Ярило е запазил повече от чертите на плодоносно божество, въпреки че и при него се забелязват воински черти.
В руския „Суздалски летопис“ се среща името на „идола“ Ярун, като се смята, че е вариант на името Яровит – Ярило. Някои изследователи са склонни да приемат божеството Яровит – Ярило – Ярун като едно от въплъщенията на Перун.